# ۴۹۵ (قمری)
۴۹۵ (قمری)، چهارصد و نود و پنجمین سال در گاهشماری هجری قمری است. اول محرم این سال برابر با دوم نوامبر سال ۱۱۰۱ میلادی است.

## وابسته
- خلفای فاطمی
- احمد بن حسین ابوالعباس اذونی